# Fara, Bloke
Fara je naselje v Občini Bloke.
Fara leži na Bloški planoti blizu Nove vasi. Ob Fari je potekala stara prometna povezava Dolenjske z morjem po t. i. patriarhovi poti. Fara je bila že v srednjem veku (14. stol.) sedež samostojne župnije (fare).
V Fari se je 22. novembra 1880 rodil slovenski amaterski astronom Ivan Tomec.

## Prebivalstvo
Etnična sestava 1991:
- Slovenci: 53 (98,1 %)
- Neznano: 1 (1,9 %)